# La Roche-Morey
La Roche-Morey è un comune francese di 284 abitanti situato nel dipartimento dell'Alta Saona nella regione della Borgogna-Franca Contea.

## Società

### Evoluzione demografica
Abitanti censiti